# No Coke
No Coke är en dancehall/reggae singel från 1990 av den svenska artisten Dr. Alban. No Coke var den andra singeln från albumet Hello Afrika, och singeln var egentligen släppt som B-sida till Hello Afrika. Släppt den 3 november 1990, låten blev en hit i några länder i Europa och hamnade på förstaplats på Sverigetopplistan. No Coke sålde även platina i Sverige den 21 januari 1991.